# Mușchiul infraspinos

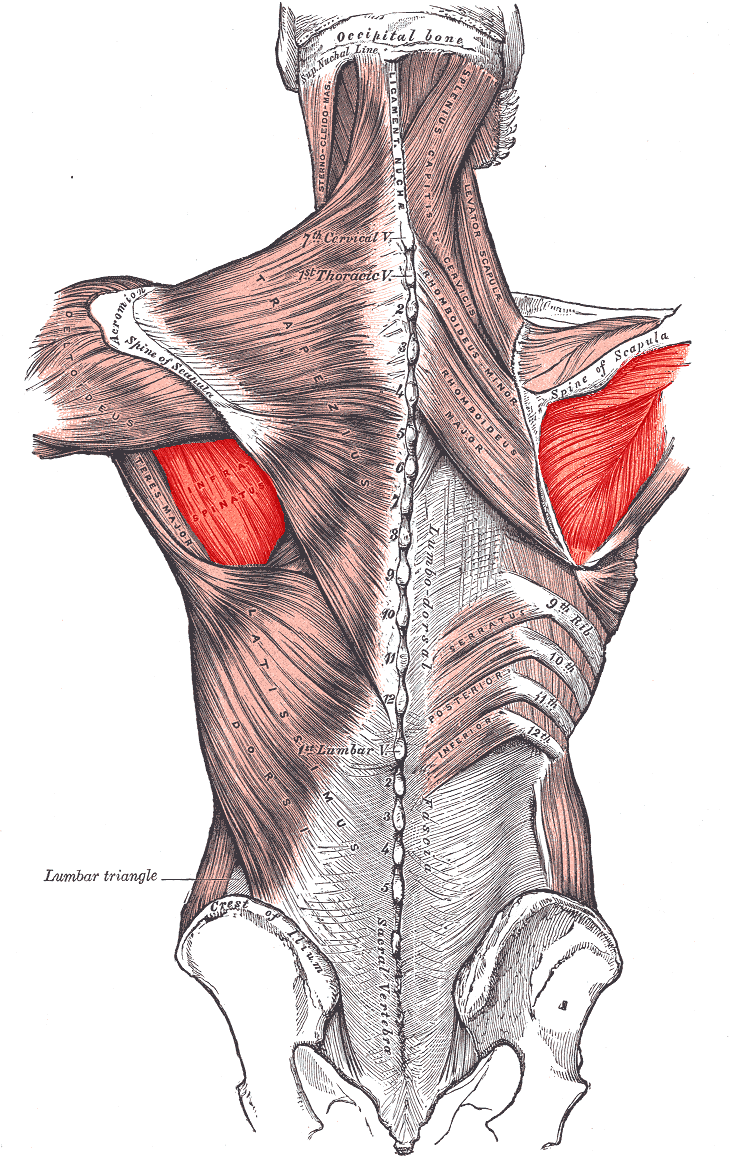
Muşchiul infraspinos (în roşu)

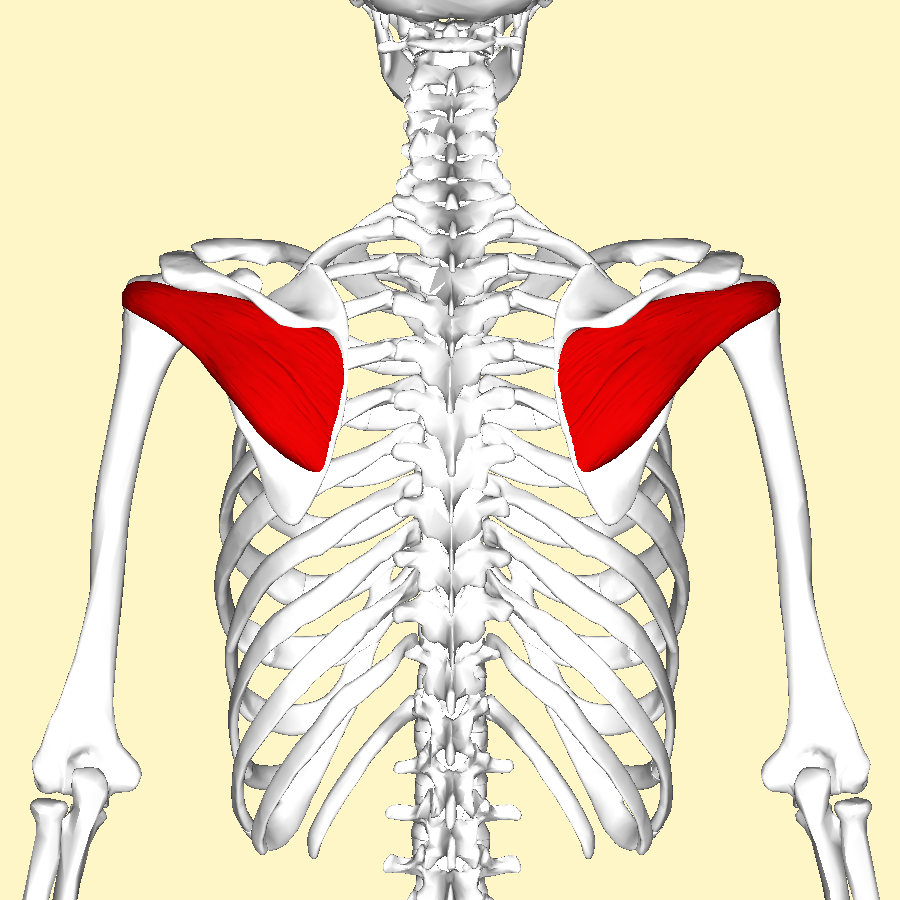
Muşchiul infraspinos (în roşu)

Mușchiul infraspinos sau mușchiul subspinos (Musculus infraspinatus) este un mușchi triunghiular rotator extern a brațului așezat în fosa infraspinoasă a scapulei, ocupând cea mai mare parte a acestei fose.

## Inserții
Are originea în fosa infraspinoasă (Fossa infraspinata) a scapulei prin fibre tendinoase și pe fascia infraspinoasă (Fascia infraspinata) ce-l acoperă. De aici fibrele sale merg în afară și converg într-un tendon ce trece posterior de capsula articulației umărului (Articulatio humeri) și se inserează pe fețișoara mijlocie a tuberculului mare al humerusului (Tuberculum majus humeri).

## Raporturi
Este acoperit de mușchiul trapez (Musculus trapezius), mușchiul deltoid (Musculus deltoideus) și piele; acoperă articulația scapulohumerală (Articulatio humeri) și fosa infraspinoasă (Fossa infraspinata), iar lateral răspunde marelui rotund (Musculus teres major) și micului rotund (Musculus teres minor).
Mușchiul infraspinos are o bursă seroasă situată între tendonul propriu și capul humeral (Bursa subtendinea musculi infraspinati).

## Inervație
Este inervat de nervul suprascapular (Nervus suprascapularis) din plexul brahial (neuromer C5—C6).

## Acțiune
Mușchiul este un rotator lateral (în afară) al humerusului și brațului și are o eficiență mai mare atunci când brațul a fost, în prealabil, rotat înăuntru. 
Inserându-se cu câteva fascicule pe capsula articulară devine și un tensor al capsulei articulare a articulației umărului și menține în același timp în contact oasele în articulația scapulohumerală.